# Konstantin Stanislavski
Konstantin Sergejevič Stanislavski (rus. Константин Сергеевич Станиславский) (Moskva, 17. siječnja 1863. – Moskva, 7. kolovoza 1938.), ruski glumac, redatelj i teatrolog. Najpoznatiji je kao tvorac sustava Stanislavskog koji je kasnije utjecao na razvoj metodske glume.

## Životopis
Rodio se kao Konstantin Sergejevič Aleksejev u Moskvi, u bogatoj obitelji. Prvi put glumi u kazalištu sa sedam godina. Izabrao je umjetničko ime Stanislavski na početku karijere (vjerojatno kako bi sačuvao reputaciju svoje porodice). 1888. godine, Stanislavski je osnovao Društvo umjetnosti i književnosti pri Malom Kazalištu, gdje je stekao iskustvo o estetici i scenskom nastupu.
1897. je bio jedan od suosnivača Moskovskog Kazališta Umjetnosti zajedno s Vladimirom Nemirovičem-Dačenkom. Jedna od prvih produkcija bila je Čehovljev "Galeb". U MKU je Stanislavki počeo razvijati, zasnovano na tradiciji realizma Aleksandra Puškina, svoj čuveni "Sustav". "Sustav Stanislavski" se fokusira na razvoj realnih karaktera na sceni. Glumci se savjetuju da koriste "emocionalnu memoriju" da bi na prirodan način prikazali emocije lika koga glume. Da bi ovo postigli, glumci se trebaju sjetiti trenutaka iz vlastitog života kada su osjećali traženu emociju, i da je ponovo prožive u svojoj ulozi da bi gluma izgledala realnije.
Korištenjem Sustava, glumac duboko analizira motivacije uloge koju igra. Glumac mora pronaći "cilj" za svaku pojedinačnu scenu, kao i "super cilj", za cijelu predstavu. Jedan način da bi ovo postiglo je korištenje Stanislavskovog "magičnog ako". Glumci moraju stalno sebi postavljati pitanja. Na primjer, jedno od prvih pitanja koje moraju sebi postaviti je: "Što bi bilo kada bih se ja našao u istoj situaciji kao i osoba koju glumim?"
Stanislavki je također imao značajan utjecaj na modernu operu i pojačao je rad pisaca kao što su Maksim Gorki i Anton Čehov. Stanislavski je preživio i Rusku revoluciju 1905. i revoluciju 1917. Navodno je Lenjin intervenirao kako bi ga zaštitio. 1918. Stanislavski osniva prvi studio kao školu za mlade glumce, i piše nekoliko važnijih djela.